# The Legend of Spyro: Dawn of the Dragon
The Legend of Spyro: Dawn of the Dragon – komputerowa gra akcji wyprodukowana przez studio Etranges Libellules i wydana przez Activision w 2008 roku. Jest to trzecia i ostatnia część trylogii Legend of Spyro. Bohaterem gry jest tytułowy smok Spyro, który po dorośnięciu musi stoczyć walkę z siłami zła. Jego sprzymierzeńcem staje się jego dawny wróg Cynder.

## Główni bohaterowie
- Spyro – główny bohater gry, którego celem jest pokonać Mrocznego Mistrza Malefora i zapewnić nową erę pokoju. Jest młodym smokiem, który jest zawsze gotów pomóc osobom, którzy są w niebezpieczeństwie, bez względu na to co się dzieje. Jest skrycie zakochany w Cynder. Głosu Spyro użyczył Elijah Wood.
- Cynder – smoczyca, pomaga Spyro pokonać Malefora i zapewnić pokój na świecie. Posiada mroczną przeszłość, ale w końcu przyjmuje bardziej pozytywne nastawienie. Pod koniec gry Cynder wyznaje miłość do Spyro. Głosu Cynder użyczyła Christina Ricci.
- Sparx – ważka, najlepszy przyjaciel Spyro, jest dla niego jak brat. Pomaga mu odnaleźć właściwą drogę kiedy Spyro się zgubi. Ma zastrzerzenia do Cynder i jej nie ufa, jednak przekonuje się i prosi Cynder, aby opiekowała się Spyro. Głosu Sparksowi użyczył Wayne Brady.
- Hunter – gepard, wojownik z Doliny Avalar, daleki przyjaciel Spyro. Po 3 latach poszukiwań odnalazł Spyro, Cynder i Sparxa w zamrożonym krysztale, pomógł im wydostać się z katakumb i bezpiecznie eskortował ich do Miasta Smoków. Głosu Hunterowi użyczył Blair Underwood.
- Ignitus – mistrz ognia, członek i tym samym lider Smoczych Strażników. Pokazuje Spyro i Cynder drogę do siedliska Malefora. Na koniec gry zostaje nowym kronikarzem. Głos Ignitusa podkładał Gary Oldman.
- Malefor – smok, który chce doprowadzić do zniszczenia, a zarazem zagłady świata. Jest przedstawiany jako zła postać, pod wieloma względami jest przeciwieństwem Spyro. Głosu Maleforowi użyczył Mark Hamill.